# Barranc Sardina
El barranc Sardina és un barranc de la Noguera, que desemboca al riu de Farfanya.